# Галатский мост
Галатский мост (тур. Galata Köprüsü, англ. Galata Bridge) — разводной мост через бухту Золотой Рог. Расположен в Стамбуле напротив Новой мечети.
Мост представляет собой двухэтажную конструкцию, на первом этаже которой расположена прогулочная зона и рестораны, а на втором этаже осуществляется автомобильное и трамвайное движение. Длина моста 484 м, ширина — 42 м, центральная часть моста длиной 80 м — разводная.

## История
Первый известный мост через бухту Золотой Рог был построен при правлении императора Юстиниана, мост был расположен в районе Феодосиевых стен.
Во время захвата Константинополя в 1453 году для переброски войск с одной стороны бухты на другую турки собрали наплавной мост, ставя свои корабли вплотную друг к другу.
В 1502—1503 гг. при правлении султана Баязида II рассматривались проекты мостов через бухту, один из проектов разработал Леонардо да Винчи. Проект предусматривал строительство моста длиной 240 м и шириной 24 м, что по тем временам было грандиозно. Ещё один проект разработал Микеланджело. Но проектам не было суждено воплотиться в реальность.
В начале XIX века, при правлении султана Махмуда II, в 1836 году через бухту был построен понтонный мост длиной около 500—540 м, он был расположен западнее современного Галатского моста.

### Первый мост
Первый Галатский мост был построен в 1845 году в деревянном исполнении при непосредственном участии Безмиалем Валиде Султан, матери султана Абдула-Меджида I. После окончания строительства был назван Мост Валиде или Новый Мост, проход по мосту был платным.

### Второй мост
В 1863 году, перед визитом Наполеона III в Стамбул, мост был существенно перестроен по приказу султана Абдула-Азиза.

### Третий мост
Следующая крупная перестройка моста была осуществлена в 1875 году. Длина моста составила 480 м, ширина — 14 м. Как и свои предшественники, мост был деревянный, проход по мосту был платным.

### Четвёртый (Старый Галатский мост) и пятый мост
Четвёртый Галатский мост был построен в 1912 году немецкой фирмой «MAN». Этот мост был длиной 466 м и шириной 25 м. Прослужил до 1992 года, когда он был существенно повреждён при пожаре. После пожара был перемещён вверх по течению Халича, а на его месте в 1992—1994 году турецкой компанией STFA был возведён новый, пятый по счёту, мост, который эксплуатируется в настоящее время. В 2005 году через мост была проложена трамвайная линия. Рельсы уложили на бетонных шпалах поверх дорожного полотна моста, огородив с обеих сторон для обеспечения бесперебойного движения поездов. Их интервал в часы пик составляет здесь чуть больше минуты.
На нижнем ярусе моста находятся рыбные рестораны.

## Галерея
- Первый мост через Золотой Рог, построенный Юстинианом Великим, можно увидеть вблизи стен Феодосия в северо-восточной части города в этой панораме старого Константинополя.
- Мост через Золотой Рог, разработанный Леонардо да Винчи в 1502 году.
- 1880—1893, Галатский мост на фоне Новой мечети, Стамбул.
- Третий Галатский мост, приблизительно 1892—1893
- Кавалерийский полк Эртогрул на третьем Галатском мосту — картина Фаусто Зонаро для султана Абдулхамида II
- Деталь разрыва в контактной сети для трамваев между одним подъёмником (слева) и неподвижной частью моста. Мечеть Сулеймание находится на заднем плане.
- Рыбаки на мосту. На втором плане Йени-Джами.